# Litiscrescenza
Litiscrescenza è un termine giuridico utilizzato con accezione negativa in riferimento al complicarsi degli adempimenti formali e procedurali di un processo.

## Diritto romano
Nell'esperienza romana la litiscrescenza veniva applicata al vindex garante del debitore insolvente sfavorevolmente iudicatus a seguito di una legis actio sacramento in personam. Il vindex, surrogandosi  al debitore fallito, assumeva su di sé le conseguenze del processo esecutivo, che quindi, secondo il fenomeno della litiscrescenza venivano raddoppiate.